# 무지개빛 데이즈
《무지개빛 데이즈》(일본어: 虹色デイズ)는 미즈노 미나미의 만화다. 《별책 마가렛》(슈에이샤)에서 2012년 2월호부터 2017년 4월호까지 연재되었다.

## 개요
미즈노 미나미의 첫 연재 작품. 남자 고교생 4인의 일상을 그린 작품. 네 사람이 모여 부활동도 없이, 공부를 하는 둥 마는 둥, 즐거운 나날을 보내는 가운데, 역시 현재 관심사는 연애! 다른 반의 코바야카와 안나에게 하시바 나츠키가 짝사랑을 하는 때부터 이야기를 시작하는 청춘 스토리이다.

## 등장인물

### 남학생
- 하시바 나츠키 (일본어: 羽柴 夏樹)

성우: 마츠오카 요시츠구
- 마츠나가 토모야 (일본어: 松永 智也)

성우: 에구치 타쿠야
- 카타쿠라 케이이치 (일본어: 片倉 恵一)

성우: 시마자키 노부나가
- 나오에 츠요시 (일본어: 直江 剛)

성우: 우치야마 코우키
인기 투표에서 1등을 차지했다.

### 여학생
- 코바야카와 안나 (일본어: 小早川 杏奈)

성우: 후지타 나오 (VOMIC판) / 츠다 미나미 (드라마 CD판, 애니메이션판)
- 츠츠이 마리 (일본어: 筒井 まり)

성우: 우치야마 유미
- 아사이 유키코 (일본어: 浅井 幸子)

성우: 이시가미 시즈카
- 마츠나가 노조미 (일본어: 松永 希美)

성우: 카야노 아이
토모야의 여동생이다.

### 농구부
- 사나다 타이조(일본어: 真田 泰蔵)

성우: 하마조에 신야
- 모치즈키 와타루(일본어: 望月 渉)

성우: 하야시 유
- 네즈 신노스케(일본어: 根津 慎之助)

성우: 오타 유스케

### 학교 관련
- 치바(일본어: 千葉)

성우: 토다 메구미
- 이시다 미호(일본어: 石田 美穂)

성우: 하시모토 카호
- 모리 리나(일본어: 森 リナ)

성우: M·A·O
토모야의 여자 친구.
- 카타쿠라 유지(일본어: 片倉 優二)

성우: 에비나 쇼타
케이이치의 형이자 나츠키 등이 소속되어 있는 3반의 담임이다.
- 사토미(일본어: 里見)

성우: 카이다 유코
양호 선생님(보건 교사).

### 그 밖
- 이마가와(일본어: 今川)

성우: 스기타 토모카즈
- 오오노 아야(일본어: 大野 綾)

성우: 오모리 니치카
나츠키 누나의 후배다.
- 츠츠이 마사오미(일본어: 筒井 昌臣)

성우: 야마구치 캇페이
마리의 오빠로, 핫아비다.